# Desmosoma hesslera
Desmosoma hesslera là một loài chân đều trong họ Desmosomatidae. Loài này được Brandt miêu tả khoa học năm 1992.